# Тунгусский заповедник
Тунгу́сский запове́дник — природный заповедник в центральной части Средне-Сибирского плоскогорья на территории Эвенкийского района Красноярского края. Заповедник был создан Постановлением Правительства РФ от 9 октября 1995 года.
Входит в состав ассоциации заповедников и национальных парков Алтай-Саянского экорегиона.
Общая площадь заповедника 296 562 га. Площадь охранной зоны 20 241 га. Самая высокая точка заповедника располагается на северо-западной границе заповедника - 602,5 м. над уровнем моря.
Заповедник расположен на южной границе распространения островной вечной мерзлоты. Район относится к области высокой континентальности климата с характерными для неё большими амплитудами суточных и сезонных температур воздуха и почвы, малым количеством атмосферных осадков, преимущественно летних, и отчетливо выраженными периодами летней засухи. Среднегодовая температура воздуха на территории заповедника минус 6° С. Вегетационный период длится 110—120 дней. Единственный безморозный месяц года — июль, и хотя средняя его температура 16°, днем в хорошую погоду она может подниматься до 30° и выше. Зимой температура достигает минус 55-58°. Количество дней с отрицательной температурой — 255.
Центральная усадьба заповедника находится в посёлке Ванавара.
В результате падения метеорита в 1908 году тайга на площади более 2000 кв. км была повалена и сожжена. Тайга в районе катастрофы за прошедшие 100 лет восстановилась.

## Флора и фауна
Леса занимают около 70 % площади заповедника. Болота занимают 15—20 % площади.
В настоящее время на территории отмечено 145 видов птиц. В заповеднике и прилежащей части Подкаменной Тунгуски встречается более 19 видов рыб. Основу  ихтиофауны составляет: ленок, тугун, сибирский хариус, щука, обыкновенная плотва, елец, язь, озёрный гольян, серебряный карась, налим, речной окунь.  Среди животных обычны: американский лось, сибирский бурый медведь, соболь, обыкновенная белка, евразийский волк, северный олень, росомаха.